# محمود الصايغ
محمود الصايغ لاعب كرة قدم سعودي ، يلعب في خط الهجوم .

## مسيرة اللاعب
كانت في نادي الهدى في القطيف و إنتقل في عام 2009 إلى نادي الخليج و لعب له لمدة 4 مواسم و تألق بشكل ملفت مع الخليج و بعد انتهاء عقده مع الخليج وقع مع نادي القادسية و لعب معهم لمدة موسم و نصف و بعدها فسخ عقه مع القاسيةو وقع مع نادي الاتفاق في عام 2015 و في عام 2016 وقع مع نادي الترجي و تم فسخ عقده بعد 5 شهور .